# Krzysztof Kubiak (muzyk)
Krzysztof Kubiak znany również jako Kristafari (ur. 1962, zm. 2022) – polski wokalista reggae, członek zespołów Miki Mousoleum i Stage of Unity. 

## Życiorys
Jako uczeń liceum został wokalistą jednego z pierwszych polskich zespołów reggae Miki Mousoleum z Wrocławia. Płyta z archiwalnymi nagraniami zespołu z udziałem Kubiaka ukazała się w 2015 roku nakładem wydawnictwa RitaBaum, pt. Wieczór Wrocławia. 
Pod koniec lat 80. XX wieku został wokalistą zespołu roots reggae Stage of Unity, który debiutował na festiwalu Reggae nad Wartą w Gorzowie Wielkopolskim. Wokalistą zespołu pozostał do końca życia uczestnicząc w jego kolejnych reaktywacjach. W latach 80 i 90. XX wieku współpracował również z grupą happeningową Luxus.
Rozmowa z Krzysztofem Kubiakiem znalazła się w książce Pawła Piotrowicza pt. Wrocławska niezależna scena muzyczna 1979-1989.  
Przez pewien czas  mieszkał w Amsterdamie. Po powrocie do Polski, w ostatnim okresie życia Kubiak znajdował się w kryzysie bezdomności. Zmarł w 2022. 